# Festival Internacional de Cinema de Valdivia

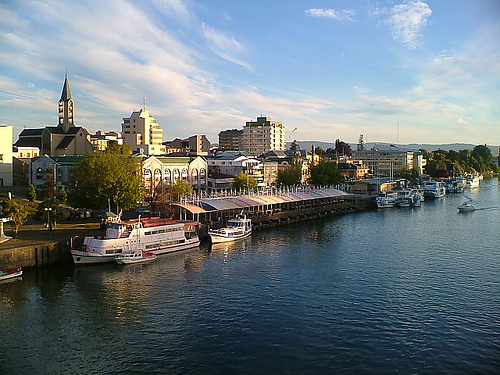
Valdivia, no Chile.

O Festival Internacional de Cinema de Valdivia é reconhecido no Chile como uma das atividades cinematográficas de maior transcendência. Sua primeira versão anual corresponde a 1994. Denominado Valdivia Cine & Vídeo em seu inicio, en 1998 adquire seu atual nome.
O Festival foi criado e organizado em Valdivia autonomamente pelo Cine Club da Universidad Austral de Chile para celebrar em seu momento os 30 anos de atividade na difusão da sétima arte. A estatua do premio para cada categoria consiste em um Pudú de ouro, animal típico da zona que se entrega na jornada de clausura.
A 15º versão do Festival Internacional de Cinema de Valdivia se realizou entre o dia 3 e 8 de outubro de 2008.

## Ganhadores
Artigo principal: Ganhadores do Festival Internacional de Cinema de Valdivia